# Caenurgina crassiuscula
Caenurgina crassiuscula är en fjärilsart som beskrevs av Adrian Hardy Haworth 1809. Caenurgina crassiuscula ingår i släktet Caenurgina och familjen nattflyn. Inga underarter finns listade i Catalogue of Life.

## Bildgalleri

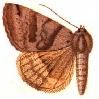
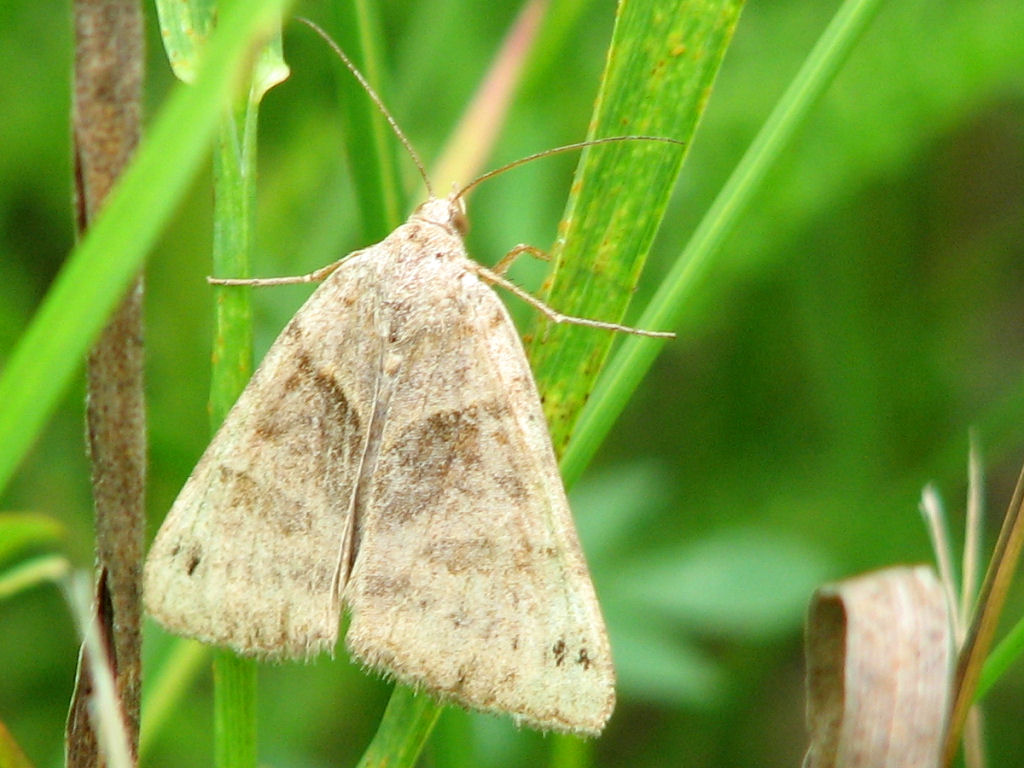